# Conus calhetae
Conus calhetae é uma espécie de gastrópode do gênero Conus, pertencente à família Conidae.